# Иво Инджев
Иво Любомиров Инджев е български журналист, блогър и автор на публицистични книги. Член на Източния екип за стратегически комуникации на Европейския съюз. Бил е главен директор на Българската телеграфна агенция (1990 – 1993) и телевизионен водещ на предаването „В десетката“ по bTV (2000 – 2006). 

## Биография

### Образование
Иво Инджев получава средно образование в XI гимназия, която през 1971 г. става Софийска математическа гимназия. Завършва висше образование в СССР, специалност „История на Азия и Африка“ в Московския държавен университет (Институт за страните от Азия и Африка). Владее общо четири чужди езика – английски, арабски, руски и немски.

### Награди и отличия
През 2010 г. става носител на отличието „Наградата на публиката“ в рамките на кампанията „Човек на годината“, организирана от Българския хелзинкски комитет. През 2015 г., във връзка с номинацията на Джок Полфрийман за „Човек на годината“, Иво Инджев пише в блога си:
| „ | Заради вредата, която причиняват на образа на правозащитната дейност с това провокативно безхаберие в дадения случай, някой трябва да си подаде оставката точно така, както правозащитниците искат оставки на политиците, злоупотребили с доверието на гражданите. | “ |

### Професионална кариера
- В началото на кариерата си Иво Инджев пише за сп. „Български журналист“
- 1983 – 1987 г. – кореспондент на БТА в Бейрут
- 1989 – 1993 г. – Главен директор на БТА
- 1993 – 1994 г. – Главен редактор на в. „Експрес“
- 1994 – 1995 г. – Главен редактор на в. „Демокрация“
- 1994 – 1996 г. – Вицепрезидент на Асоциацията на европейските журналисти
- 1995 – 2000 г. – Коментатор в радио Свободна Европа
- 2000 – 2006 г. – Водещ на авторското предаване „В десетката“ по bTV

През 1999 г. е говорител на Комитета по посрещането на президента на САЩ Бил Клинтън, при посещението му в България на 21 ноември същата година.

## Скандали

### Скандал във „В десетката“ през 2006 г.
На 8 октомври 2006 г. е излъчено последното предаване „В десетката“, в което Иво Инджев задава въпрос на събеседниците си относно информация за апартамент, притежаван от тогавашния президент Георги Първанов. Няколко дни по-късно предаването му е свалено от ефир и bTV прекратява договора си с водещия по взаимно съгласие. От телевизията излизат с официално изявление на изпълнителния директор на bTV Албърт Парсънс, цитирано от БТА. „Въпреки големия си и безспорен професионален опит и заслужена популярност, водещият на авторитетното публицистично предаване „В десетката“ си позволи грубо нарушаване на журналистическата етика и основни принципи на сериозната журналистика“ се казва в изявлението.

### Принадлежност към Държавна сигурност
В интервю за вестник „Шоу“ от 25 октомври 2007 г. Инджев огласява информация, че има досие в Държавна сигурност, като по този начин става единственият журналист, направил – по думите на президента Петър Стоянов един „жест освен на кураж, един много интелигентен жест“. Година по-късно Комисията за разкриване на досиетата с Решение № 50/ 08.10.2008 г. потвърждава съобщеното от Инджев, като допълва, че той бил действал под псевдонима „Ивайло“ като секретен сътрудник към Първо главно управление на ДС – разузнаване. За разлика от някои от другите хора, обявени за сътрудници на ДС със същото решение, за Инджев липсва информация да е писал собственоръчно агентурни сведения, както и да е предавал устно такива сведения. В интервюто от 25 октомври 2007 г. за в. „Шоу“ журналистът съобщава, че поради връзката си с бъдещата си съпруга – германката Регина – ДС прекратява връзките си с него. В същия ден, в който Комисията излиза с решението си, Инджев доразвива темата за сътрудничеството с ДС в отделна статия в своя блог със заглавие „Предизвиквам ги!“

## Независим журналист и публицист
През 2008 г. Иво Инджев започва да списва собствен блог на политическа тематика. За около 10 години от неговото съществуване има близо 40 милиона посещения.
От 2015 г. е член на Източния екип за стратегически комуникации на Европейския съюз.
От 2009 г. е издал самостоятелно седем книги и още една – в съавторство с Георги Котев. Книгите му се радват на голям читателски успех.

## Политически възгледи
След Десетоноемврийския преврат Иво Инджев споделя за живота си по време на социализма:
| „ | Бил съм пионерче, но това не ме прави недорасляк за цял живот. Учил съм в Москва, но това не ме прави поклонник на политика на Кремъл, макар да съм съзерцавал кубетата му 5 години от аудиториите на института. Бил съм съпричастен към ДС, но и това не ме обвързва с нищо. | “ |

На 6 август 2008 г., три дни след смъртта на руския дисидент и Нобелов лауреат Александър Солженицин, Инджев пише за него в блога си:
| „ | Солженицин ги улесни неимоверно [Инджев има предвид, че Солженицин е улеснил сталинистите – бел. ред., виж оригиналния текст за подробности], демонстрирайки руски шовинизъм и характерния за него антисемитизъм, гарнирани с морално потупване на Путин по кагебейските пагони. | “ |

През 2015 г. Иво Инджев пише в блога си, че „демокрацията ни огря, но се натъкна на руска пропагандна реваншистка контраофанзива“ и че „Русия води информационна война срещу България“. Счита, че България „е и ще бъде лоялен член на Европейския съюз и НАТО. Политици, организации и медии, които агресивно застават срещу този наш избор и опитват да ни откъснат от европейската общност, следва да бъдат третирани като национални предатели.“
Иво Инджев нарича Паметника на Съветската армия в София „МОЧА“ („Монумент на окупационната Червена армия“) и редовно организира протести и други обществени инициативи за неговото премахване. Нарича Русия „империя на злото“ и „държава – лешояд“ и се изказва за нея по следния начин:
| „ | Няма съмнение, че във всичките ѝ форми на съществуване Русия е незаобиколим фактор и източник на тревоги точно както динозавър, който дори в предсмъртни гърчове създава проблеми с огромното си туловище. | “ |

В публикациите си Инджев понякога иронично използва наименованието, което в Турция имат за Република България – „Булгаристан“. Според него с Турция имаме сравнително добросъседски отношения:
| „ | Иначе от падането на Турция, с която сме свързани неразривно географски (а не чрез влюбване в надзирателя ни в соцлагера, както в случая с Русия), от края на онзи 19 век досега е последвано от относително добросъседски отношения, каквито не сме имали с никоя друга околна държава. | “ |

## Семейство
Инджев е женен, има две деца от брака си с Росица Павлова-Инджева и три деца от първия си брак.